# هالینا وابونارسکا
هالینا وابونارسکا (لهستانی: Halina Łabonarska؛ زادهٔ ۱۵ اوت ۱۹۴۷) بازیگر اهل لهستان است.
از فیلم‌ها یا مجموعه‌های تلویزیونی که وی در آن‌ها نقش داشته‌است، می‌توان به خبرچینان، تاج پادشاهان، بازیگران شهرستانی، مرد آهنین، سالی از خورشید خاموش، اروپا اروپا، اسمولنسک، وینچی، در خوشی و سختی، کارآگاهان جنایی، رنگ‌های خوشبختی، قانون حقیقی و صفر-هفت، به‌گوشم اشاره نمود.
وی در سال ۲۰۱۳ برندهٔ صلیب شایستگی و در سال ۲۰۱۷ برندهٔ نشان زرین شایستگی در فرهنگ - گلوریا آرتیس شد.